# Adam Okruashvili
Adam Okruashvili (en georgiano: ადამ ოქრუაშვილი, Tiflis, 1 de enero de 1989) es un deportista georgiano que compitió en judo.
Ganó una medalla de bronce en el Campeonato Mundial de Judo de 2015 y cinco medallas en el Campeonato Europeo de Judo entre los años 2006 y 2017. En los Juegos Europeos de Bakú 2015 consiguió dos medallas, oro en la categoría de +100 kg y plata por equipo.

## Palmarés internacional
| Campeonato Mundial | Campeonato Mundial    | Campeonato Mundial | Campeonato Mundial |
| Año                | Lugar                 | Medalla            | Categoría          |
| ------------------ | --------------------- | ------------------ | ------------------ |
| 2015               | Astaná (Kazajistán)   | Medalla de bronce  | +100 kg            |
| Juegos Europeos    |                       |                    |                    |
| Año                | Lugar                 | Medalla            | Categoría          |
| 2015               | Bakú (Azerbaiyán)     | Medalla de oro     | +100 kg            |
| 2015               | Bakú (Azerbaiyán)     | Medalla de plata   | Equipo             |
| Campeonato Europeo |                       |                    |                    |
| Año                | Lugar                 | Medalla            | Categoría          |
| 2006               | Novi Sad (Serbia)     | Medalla de bronce  | Abierta            |
| 2013               | Budapest (Hungría)    | Medalla de plata   | +100 kg            |
| 2014               | Montpellier (Francia) | Medalla de plata   | +100 kg            |
| 2015               | Bakú (Azerbaiyán)     | Medalla de oro     | +100 kg            |
| 2017               | Varsovia (Polonia)    | Medalla de plata   | +100 kg            |